# 超人：鋼鐵英雄
《超人：鋼鐵英雄》（英語：Man of Steel）是一部2013年美國超級英雄電影，改編自DC漫畫的經典人物超人的重啟電影。本片為DC擴展宇宙的第一部作品，電影於2013年6月14日上映。導演為查克·史奈德，由克里斯多福·諾蘭製作，大衛·S·高耶編寫故事大綱，並由亨利·卡維爾、艾美·亞當斯、麥可·夏儂、黛安·蓮恩、勞倫斯·費許朋、安潔·陶依、凯文·科斯特纳、阿耶萊特·祖蕾爾、克里斯托弗·米洛尼以及羅素·高爾主演。本片大量運用灰暗色調，以及如同電玩遊戲的風格拍攝；故事敘述在地球生長的氪星之子克拉克·肯特從小就為自己的能力所苦，長大後則四處打工並尋找和自己的父母及族人相關的消息，但不料之後氪星的薩德將軍意外現身，並且還打算強行占領地球，而這也使得克拉克不得不挺身而出化身為「超人」與其對抗。
《超人：鋼鐵英雄》主要劇組成員於2013年6月10日出席在美國的首映，同年6月14日全面上映（含3D、IMAX、4D）。本片票房極為成功，全球總票房收入達6.7億美元，但影評反應兩極，支持者認為本片在敘事手法、演員演技、視覺效果以及角色塑造上卓然有成，而另一派批評者則認為本片節奏遲緩且缺乏驚喜。續集《蝙蝠俠對超人：正義曙光》再次由查克·史奈德執導，2016年3月25日上映。

## 劇情
氪星是一顆自然環境十分惡劣的行星，幾萬年的文明繁衍用盡天然資源，導致行星核心瀕臨瓦解。科學家喬·艾爾試圖說服所有議會長老，讓他得到控制氪星人工生育的「中樞寶典」（Genetics Codex）之權限來保證種族延續，但軍事領袖薩德將軍無法再容忍議會的墨守陳規而發動政變。不願與其為伍的喬趁亂偷走寶典，與妻子蘿拉決定忍痛將他們剛出世的兒子凱·艾爾送離氪星，將寶典輸進凱的基因裡保管，隨即將凱送進曲速太空艙中送至遙遠的地球。阻止不及的薩德憤怒殺死喬，政府軍隨即成功奪回局勢，薩德與剩餘叛軍集體以冷凍靜止狀態送入監獄船流放至幻影區。不久，氪星氣數已盡，蘿拉祈願希望兒子凱「創造一個更好的世界」後與星球陪葬。凱的船迫降在美國堪薩斯州斯莫維爾小鎮的一塊農田，被農夫夫婦強納森和瑪莎·肯特收養，起名「克拉克·肯特」。
克拉克在對身世一無所知的情況下成長，起初因爲花時間適應地球環境，加上被養父養母過度約束和保護而被其他人視為怪胎。一日，克拉克為了拯救落河的校車而險些暴露超能力，強納森認為瞞不下去而展示他嬰兒時乘坐的太空艙，以及一個印有S紋章的鑰匙，表示鑰匙並不是地球上的元素構成，克拉克明白自己不屬於地球後，還是甘願做一個人類。二十年後，成年的克拉克走向各地尋找有關自己身世的線索，無意間探聽到軍方在北極冰川上找到一艘氪星於一萬二千年前留在地球的偵查船。克拉克潛入軍方營地走進船體中，將鑰匙插進駕駛室後見到父親喬·艾爾的意識投影。喬爲克拉克講述氪星的歷史與滅亡，為兒子提供一件由氪星物質所製成的紅藍色戰鬥服，提醒戰服中心的艾爾家族之S紋章代表「希望」，告知他能以氪星的過錯為戒而引領人類至一條更好的道路。
來自大都會《星球日報》的女記者露薏絲·蓮恩跟隨軍方來到北極考察，尾隨克拉克進入偵察船摸索時受到防禦系統攻擊而受傷，克拉克及時幫她治好傷後將她安全放在冰川上獲救。露薏絲將她的所見彙報給主編派瑞·懷特，但被認為故事過於離奇而拒絕刊登。露薏絲便私自將文章發佈在網路上，走向各地去詢問克拉克的線索，最後在斯莫維爾的肯特農場遇見瑪莎。於採訪中，她得知強納森幾年前死於龍捲風災難，以犧牲性命來保護克拉克的身份。露薏絲聽完這段經歷後打消公開故事的念頭，而克拉克很快回家與養母瑪莎團圓，表示自己已完成尋找身世與族人的旅程。
隨著氪星毀滅而與忠誠者一同脫離幻影區的薩德將軍，靠追蹤北極偵察船的信號抵達地球外圍，入侵全球網路威脅克拉克投降。知情克拉克事跡的露易絲被軍方逮捕，克拉克也爲了保護地球而自首，交涉結束後會見薩德派下去的心腹司令費歐拉，但菲歐拉照命令將露薏絲也一同帶走。所有人登上監獄船後會面薩德，薩德講解他來到地球的真正目的，是要取回喬·艾爾當年搶走的中樞寶典、通過改造地球來重塑氪星。露薏絲遭監禁途中用克拉克的鑰匙而啓動喬·艾爾的投影，在他的指引下坐逃生艙逃離監獄船，克拉克也一同脫離束縛後飛出去救出將近墜毀的露薏絲。薩德一方尋找寶典的過程中和克拉克在小鎮上發生惡戰，空軍上校納森·哈迪領導的美軍遊騎兵部隊也來到現場一同參戰。克拉克作戰過程中救了幾名美軍，因此得到哈迪等人的信任。
薩德知曉寶典被輸入克拉克基因內，決定先對地球實施氪星化，放出改造大地使用的世界引擎降落至印度洋一帶後，將他們的監獄船降至大都會上方，開始開啓重力場去改造地球的大氣、地形、與環境質量。大部分周遭市民全部被重力場吞噬，戰鬥機的導彈也無法擊中目標，而軍方開始採用克拉克的方法：利用他兒時的太空艙以投彈方式、製造一個通往幻影區的黑洞來摧毀薩德的艦船。克拉克摧毀世界引擎後，重力場隨之消失，哈迪上校因時間緊迫而用自殺式攻擊，駕駛運輸機撞擊監獄船後形成一個黑洞，導致薩德的部下們集體被吸回幻影區。薩德來到北極掌控偵察船，來到大都會剛要展開攻擊卻被克拉克摧毀而墜機至地面，連船上裝載的人工生命機制也一併毀掉。克拉克迅速接住從運輸機掉下來的露薏絲，而大都會的多數倖存者也目睹他的壯舉。
痛失一切的薩德決定徹底摧毀地球，與克拉克展開最終決戰。兩個強大氪星戰士經過一連串的苦戰下還是不分上下，薩德打算靠熱視線殺死一個家庭來對克拉克施加痛苦，克拉克由於無力阻止他，最後只能忍痛扭斷薩德的脖子使他當場身亡。災難結束後，大都會開始重建工作，克拉克掃清跟蹤他的軍方儀器後，為了第一時間知道世界各地發生的任何事情、並前去災害地點不引起注意，來到《星球日報》中當一名記者，戴上一副眼鏡偽裝、並以人類的身份與露薏絲一起共事。

## 演員

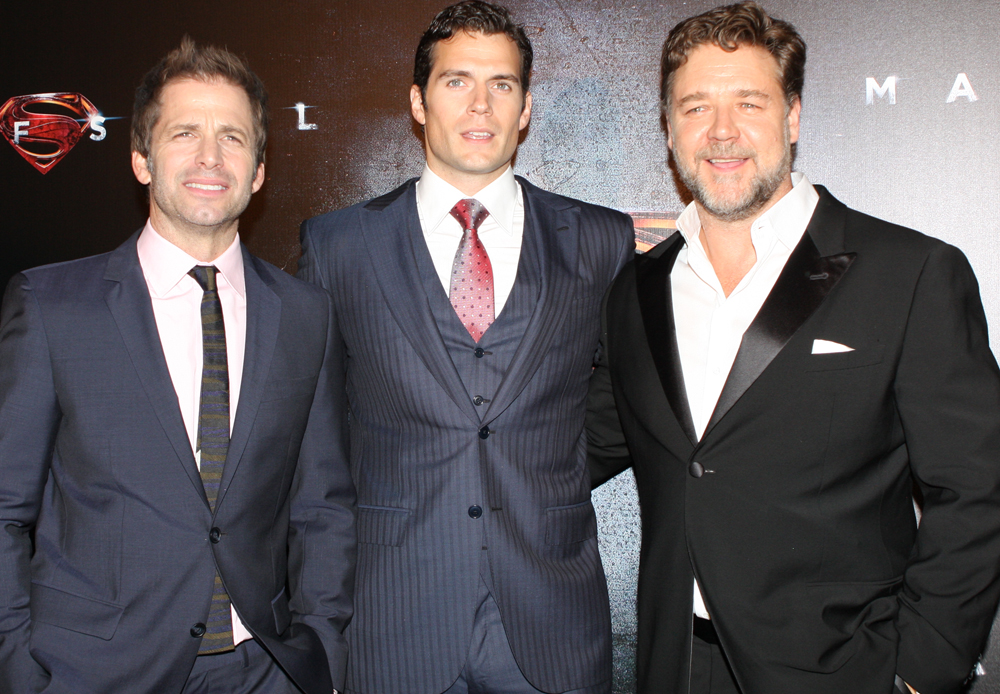
從左至右分別為：導演查克·史奈德、演員亨利·卡維爾和羅素·克洛。他們出席於2013年的紅地毯首映

| 演員                                 | 角色                                                        | 備註 |
| 亨利·卡維爾 Henry Cavill             | 「超人」凱·艾爾／克拉克·肯特 Superman / Kal-El / Clark Kent | 氪星的最後一位子民，為氪星數世紀來第一位自然生產的人，在出生後沒多久就被父母體內植入中樞寶典並送往地球，後來被肯特夫婦收養。因天賦異稟使的成長中遇到各種困惑與矛盾，成人後開始到處旅行尋求自我解答，後發現氪星人於一萬二千年前留在地球的偵查船，在遇到自己生父的意識投影後得到答案後開始試探自己的能力極限，並為了人類挺身和面對地球的所有威脅。 |
| 艾美·亞當斯 Amy Adams                | 露薏絲·蓮恩 Lois Lane                                       | 《星球日報》王牌女記者，對追求真相極為執著，總是不惜一切搶頭條。闖入氪星人的偵查船內誤觸防護系統而被攻擊，但被克拉克拯救後不斷追查克拉克的下落，乃至跟他達成共識並相愛。 |
| 麥可·夏儂 Michael Shannon            | 薩德將軍 General Zod / Dru-Zod                              | 氪星軍事領導者，力量、速度和身手一應俱全，個性激進、自大，出生的目的為保障氪星人的存在與延續，與喬·艾爾認為氪星人逐漸走向末路而反叛領導們。在平叛後被放逐，目睹氪星毀滅後開始追查氪星人中樞寶典的下落，在找到地球後不顧地球的生命系統崩毀，而欲強行改造地球成為新的氪星。                                                                        |
| 凱文·科斯納 Kevin Costner            | 強納森·肯特 Jonathan Kent                                   | 農夫，克拉克的養父，在克拉克迫降到地球後將他收養，並教導克拉克人生道理。認為世人在能接受其存之前不能展現能力，因此不願克拉克在眾人面前曝光能力，在危難時阻止克拉克救自己而死於龍捲風。 |
| 黛安·蓮恩 Diane Lane                 | 瑪莎·肯特 Martha Kent                                       | 強納森的妻子，克拉克的養母，對待克拉克猶如親生兒子，充滿智慧堅強的女性，丈夫去世後獨自養家。 |
| 勞倫斯·費許朋 Laurence Fishburne     | 佩里·怀特 Perry White                                       | 《星球日報》總編，在得知露薏絲發現超人這等強大未知的生命體後，認為世人無法接受其存在，反對露薏絲繼續追查，隱約察覺露薏絲因某種關係放棄追查後而表示贊同。 |
| 羅素·克洛 Russell Crowe              | 喬·艾爾 Jor-El                                              | 凱·艾爾的父親，理想主義的科學家，深知氪星球即將毀滅且無法勸服領導們，後認為所有氪星人都該退場，而把氪星人的中樞寶典輸入自己兒子體內並送往地球，期望兒子能成為兩族的橋樑並領導人類走向善。 |
| 安潔·陶依 Antje Traue                | 費歐拉·厄爾 Faora-UL                                        | 忠於薩德將軍的副指揮官兼軍事中校，殘酷冷漠，是近距離作戰、速度和近戰武器方面的專家。 |
| 阿耶萊特·祖蕾爾 Ayelet Zurer         | 蘿拉·洛爾·馮 Lara Lor-Van                                   | 氪星人，凱·艾爾的生母，祖的妻子。祖被刺殺後，認為已無希望便跟隨著氪星一同毀滅。 |
| 亨利·藍尼克斯 Harry Lennix           | 卡爾文·史旺維克中將 Lt. Gen. Calvin Swanwick                | 美國陸軍中將，地球軍方代表領導人。（在《查克·史奈德之正義聯盟》中揭露实际上为火星猎人所假扮） |
| 克里斯多弗·馬洛尼 Christopher Meloni | 奈森·哈迪上校 Col. Nathan Hardy                             | 美國空軍上校，代號「守護者」，對異類充滿敵意，原本認為超人是人類的威脅，但後來被超人所救而改變了其想法。 |
| 李察·席夫 Richard Schiff             | 艾米爾·漢彌爾頓博士 Dr. Emil Hamilton                       | 協助美軍調查太空船的一位科學家。 |
| 麥可·凱利 Michael Kelly              | 史蒂夫·倫巴 Steve Lombard                                   | 《星球日報》編輯，喜歡追求露薏絲。 |
| 麥肯錫·格雷 Mackenzie Gray           | 傑克斯·烏爾 Jax-Ur                                          | 氪星科學家，薩德將軍的追隨者之一。 |
| 喬瑟夫·克蘭福德 Joseph Cranford      | 皮特·羅斯 Pete Ross                                         | 克拉克的高中朋友，小時候曾經對克拉克實施過霸淩，直到校車落河當天被他救上岸後，成為維護他的人之一。 |
| 雅丹·古爾德 Jadin Gould              | 拉娜·藍格 Lana Lang                                         | 克拉克的高中朋友，曾目睹過克拉克展示超人的力量救人。 |

## 製作

### 發展
2008年6月，華納兄弟公司聯繫了漫畫作家、編劇和導演一起研究應該如何成功地重啟超人系列電影，“我告訴他們這是個不錯的點子，只管像看待李安的《綠巨人》一樣來看待《超人歸來》。”漫畫小說作家馬克·韋德（Mark Waid）解釋道，“《無敵浩克》已經證明，觀眾會原諒你，他們也願意接受新的版本”。漫畫小說作家格蘭特·莫里森、高夫·強斯和布拉德·梅特澤都對電影的重啟給出了自己的想法。莫里森的構思與他創作的《全明星超人》類似，而韋德的方案則與《超人：與生俱來的權利》相仿。馬克·米勒和導演馬修·沃恩則計劃了一套長達8個小時的三部曲，每一年發行一部，與《魔戒》三部曲相似。米勒則建議以《教父》三部曲的模式來設計劇情，即包含有超人早期在氪星出生和成長，到最終失去超強力的一生寫照。 2009年8月，法院裁決傑里·西格爾一家人重新獲得超人的電影版權。法院也裁決華納兄弟公司沒有因拍攝之前的《超人》系列電影而欠下西格爾一家任何專利費用，但是如果新版的超人電影一直到2011年還沒有開拍，那麼西格爾就可以再以未拍攝電影的利潤損失為由起訴華納兄弟公司要求賠償。
2010年對《黑暗騎士：黎明昇起》的故事進行探討時，大衛·S·高耶得知華納兄弟公司正在策劃重啟超人電影系列，於是告知了克里斯托弗·諾蘭自己所構思的現代背景超人故事。諾蘭對此留下了深刻的印象，並於2010年2月聯繫華納兄弟公司提出了這一設想。考慮到《黑暗騎士》商業和評論上的成功，華納兄弟公司於是請諾蘭來出任這部新電影的製片人，並由高耶編劇。諾蘭也曾像1978年理查德·唐納執導《超人》那樣來為《蝙蝠俠：開戰時刻》選擇演員，所以他也很讚賞辛格執導《超人歸來》與老版電影聯繫起來的做法。“他們讓白蘭度、格倫·福特和尼德·巴蒂這些偉大的演員來扮演小角色，”諾蘭表示，“這在當時的超級英雄電影中可是個不同尋常的做法”。唐納的電影也給諾蘭的童年時代留下了深刻的印象，成為用來判斷電影質量好壞的參照標準。吉爾莫·德爾·托羅決定接拍小說《瘋狂山脈》改編的同名電影，因此拒絕了執導本片的邀請，之後公司聯繫了羅伯特·澤米基斯。有傳言稱本·阿弗萊克曾考慮執導一部超人電影，他對此沒有否認，不過也表示自己主要是基於故事情節來選擇項目：“我所學到的一點是不要根據預算數額，或是花了多少錢在特技效果上以及在什麼地方取景拍攝來看待一部電影。故事才是最重要的”。此外，華納兄弟公司還曾考慮由托尼·斯科特、達倫·阿倫諾夫斯基、鄧肯·瓊斯、喬納森·里貝斯曼和馬特·里夫斯來執導本片，但最終選中的是扎克·施奈德，他於2010年10月加入，演員的敲定則在11月開始。

### 拍攝
電影的拍攝工作於2011年8月1日在芝加哥以西杜佩奇機場附近的一個工業園展開，工作代碼為“秋霜”（Autumn Frost）。扎克·施奈德表示考慮其格式上的局限性，自己不大情願將本片拍成三維電影，而是選擇先用傳統的2D方式拍攝，再在後期製作中將其轉換為3D。他還選擇了使用膠片攝影機而非數碼攝影機進行拍攝，因為他認為這樣可以讓電影有“大片體驗”。計劃拍攝時間約為兩到三個月。 8月22至29日，製作在肯德爾縣的一個名叫普拉諾的小城進行。據麥可·珊農在接受一次採訪時表示，電影的拍攝工作將持續至2012年2月，片中的美軍也是請真的美軍來幫忙拍攝。

### 服裝設計
和《蝙蝠俠：開戰時刻》一樣，本片重新設計了超人的服裝，做了重大的改變。包括將超人胸前的S標誌比例放大、把標誌性的小捲毛髮型收起、披風長度增長、和諾蘭版蝙蝠俠類似。藍色緊身衣還加入鱗片的紋路，來突顯超人的身形。服裝配色方面，超人胸前標誌和披風的亮紅色變成了栗紅色。而最大的變化則是新版超人取消了經典的「紅色三角褲」和黃色腰帶。會有這樣的變化，主要除了讓超人更平民化，也跟DC漫畫在2011年9月在新52計劃的新服裝設計作呼應。外界普遍對新版的角色設定保持著正面的態度。

## 音樂
漢斯·季默最初否認了他將為本片作曲和配樂的傳聞。然而，2012年6月，證實季默將作為電影的作曲家。本配樂將完全區隔以往的超人配樂，是連約翰·威廉斯也沒聽過的。第三部預告片的音樂名為「An Ideal of Hope」，於2013年4月19日被放於網上供聆聽。音樂專輯的曲目縮短版稱為「What Are You Going to Do When You Are Not Saving the World?」。在2013年4月下旬，雙碟豪華版正式上市。

## 市場營銷
鑒於超人系列的情節長期以來與宗教寓言相關，發行商華納公司此次特委託基督教媒體「恩典山丘」（Grace Hill Media）向基督信仰團體進行推廣《超人：鋼鐵英雄》，其宣傳手法包括：邀請牧長們免費觀賞電影首映、剪輯出帶有宗教意涵的預告片、邀請佩珀代因大學教授Craig Detwiler撰寫名為《耶穌：最初的超級英雄》(Jesus: The Original Superhero)的佈道提綱給供傳道人使用、開設佈道用途的英文官方網站提供預告片、手冊內容和電影圖像等資源下載，最後鼓勵牧師帶領會眾一起觀看電影預告片。 Craig Detwiler表示：「《超人：鋼鐵英雄》是一部高舉信仰、犧牲與服事的電影，藉此提供教會與流行文化結合的機會。」

## 發行
《超人：鋼鐵英雄》原定的上映日期為2012年12月2日，但由於後期製作耽誤，延遲至2013年6月14日上映，而台灣則為2013年6月12日上映。

### 評價
爛番茄新鮮度為56%，平均得分6.2。專業影評網站Metacritic平均打分55分，評價兩極。支持者认为它提供了足够令人愉快的动作场面，給予差評者則多認為故事營造得過於薄弱矯情。有观众质疑为何氪星人会说英语，而且长相跟地球人没有一点差别。
明報的石琪給予4顆星(最高5顆)。他說：「此片多了超人自小成長的描述，並且強調超人結合了先天外星異能和後天地球教養，其終極使命就是發揚仁義，讓外星血脈與地球人類和平共存。因此雖是『打機片』，仍能強調人情和道義，題旨不錯」。
相反地，IGN給了本片9/10分，並呼籲這是部「驚人」的電影，並稱讚動作的編排和凯文·科斯特纳、羅素·高爾、迈克尔·珊农的演技。
福克斯商業網的Grae Drake表示爛番茄對這部片的編輯感到失望，他說，「就像我的愛和尊重我們的批評，在爛蕃茄，我得說，我很震驚。聽著，發行超過臨界電影不是完美的，但我不能揣測，這是一部好電影，你們這些傢伙」。

### 票房
美國首周末收穫1.16億美元名列第一位，雖然排在《鋼鐵人3》（$1.741億）和《飢餓遊戲》（$1.525億）後面，但卻打破了由《玩具總動員3》（$1.103億）保持的6月開畫票房紀錄。中國大陸首日票房為3764萬人民幣，最终累计3.98亿元。全球總票房為6.7億美元。
台灣方面，首日票房為新台幣2377萬元；首週五天票房為新台幣8200萬元；次週票房累計至新台幣1.2億元；第三週票房累計至新台幣1.55億元
。
| 上一届： 《國定殺戮日》       | 2013年美國週末票房冠軍 第24周                      | 下一届： 《怪獸大學》 |
| 上一届： 《玩命關頭6》        | 2013年台北週末票房冠軍 第24周                      | 下一届： 《末日之戰》 |
| 上一届： 《地球末日戰》       | 2013年香港一週票房冠軍 第25-26周（6月24日—7月7日） | 下一届： 《怪獸大學》 |
| 上一届： 《天機：富春山居圖》 | 2013年中国一周票房冠军 第25周（6月17日—6月23日）   | 下一届： 《小时代》   |

## 榮譽
| 榮譽                   | 榮譽           | 榮譽                             | 榮譽                                                             | 榮譽 |
| 獎項                   | 日期           | 類別                             | 得獎人                                                           | 結果 |
| ---------------------- | -------------- | -------------------------------- | ---------------------------------------------------------------- | ---- |
| 安妮獎                 | 2014年2月1日   | 傑出成就                         | 《》                                                             | 提名 |
| 英國電影和電視藝術學院 |                | BAFTA兒童投票 - 2013年長片       | 《》                                                             | 提名 |
| 俄亥俄中部影評人協會   | 2014年1月2日   | 年度最佳演員（工作典範）         | 艾美·亞當斯 （還有《瞞天大佈局》和《雲端情人》）                 | 提名 |
| 評論家選擇獎           | 2014年1月16日  | 最佳動作片男演員                 | 亨利·卡維爾                                                      | 提名 |
| 丹佛影評人協會         | 2014年1月13日  | 最佳原創配樂                     | 漢斯·季默 （還有《为奴十二年》）                                 | 提名 |
| 丹佛影評人協會         | 2014年1月13日  | 最佳科幻／恐怖電影               | 《》                                                             | 提名 |
| 金拖車獎               | 2013年6月17日  | 最好的2013年夏季大片海報         | 《》                                                             | 獲獎 |
| 金拖車獎               | 2013年6月17日  | 最好的預告海報                   | 《》                                                             | 提名 |
| 金拖車獎               | 2013年6月17日  | 2013年夏季大片預告               | 《》                                                             | 提名 |
| 好萊塢電影獎           | 2013年10月21日 | 好萊塢電影獎                     | 《》                                                             | 提名 |
| 休斯敦影評人協會       | 2013年12月15日 | 最佳原創配樂                     | 漢斯·齊默                                                        | 提名 |
| NewNowNext獎           | 2013年6月17日  | 因為你最火熱                     | 亨利·卡維爾                                                      | 提名 |
| NewNowNext獎           | 2013年6月17日  | 下一個不容錯過的電影             | 《》                                                             | 獲獎 |
| 人民選擇獎             | 2014年1月8日   | 最喜歡的戲劇演員                 | 艾米·亞當斯                                                      | 提名 |
| 青少年選擇獎           | 2013年8月13日  | 必選暑期電影：動作               | 《》                                                             | 提名 |
| 青少年選擇獎           | 2013年8月13日  | 必選暑期影視明星：男             | 亨利·卡維爾                                                      | 提名 |
| 青少年選擇獎           | 2013年8月13日  | 必選暑期影視明星：女             | 艾米·亞當斯                                                      | 提名 |
| 青少年選擇獎           | 2013年8月13日  | 必選接吻戲                       | 亨利·卡維爾和艾米·亞當斯                                         | 提名 |
| 視覺效果協會           | 2014年2月12日  | 在實時效果影業最出色的虛擬攝影   | Daniel Paulsson、Edmund Kolloen、Joel Prager、David Stripinis    | 提名 |
| 視覺效果協會           | 2014年2月12日  | 優秀的FX和仿真動畫的真人小果影業 | Brian Goodwin、Gray Horsfield、Mathieu Chardonnet、Adrien Toupet | 提名 |

## 彩蛋
- 超人與薩德在外太空打鬥時打掉一個衛星，衛星上面有『韋恩企業』標誌。
- 電影中出現過三次雷克斯·路瑟的公司『雷克斯企業』閃過片段。
- 超人與薩德在一座大樓上下相撞，在薩德位置後面出現《Blaze Comic》標誌（黃金後援中的漫畫書）。
- 片中史旺威克手下的女軍官名為凱莉·法里斯，與綠光戰警女友卡蘿·法里斯名稱相似。

## 未來計畫

### DC擴展宇宙
2013年6月10日宣布，導演查克·史奈德和編劇大衛正打算和華納兄弟簽署，開始推出《超人：鋼鐵英雄》的續集和正義聯盟電影，克里斯多福·諾蘭可能也將擔任製片人。2013年6月16日，《華爾街日報》報導該工作室預計在2014年推出續集。在2013年的聖地亞哥國際動漫展中，《超人：鋼鐵英雄》導演薩克·薛達在電影續集發佈會上對現場觀眾說：「我們還要再拍一部超人電影，我可先透露一下電影裏出現的元素！」
導演請了《超人：鋼鐵英雄》黑人演員亨利·藍尼克斯上台，朗讀了一段來自美國漫畫大師法蘭克·米勒的《黑暗騎士歸來》蝙蝠俠對超人說的對白，接着場內大屏幕上出現了超人的S形標誌，之後蝙蝠俠的標誌也在S字上浮現出來，正式宣佈《超人：鋼鐵英雄》續集會有蝙蝠俠加盟。此集會由亨利再演超人、再由查克執導，「黑暗騎士」系列導演諾蘭則當監製，而本片的其他主要演員都將回歸，將在2014年開拍，2015年暑期上映。於2013年8月22日，《荷里活報道》宣布由班·艾佛列克飾演新的蝙蝠俠。在2014年1月31日，宣布由傑西·艾森柏格飾演雷克斯·路瑟、傑瑞米·艾恩斯飾演阿福。2014年3月29日，在密歇根州的電影局宣布，這部電影將於今年春天到夏季在底特律開始拍攝。2014年5月，電影正式定名為《蝙蝠俠對超人：正義曙光》，其最終於2016年3月25日上映。

### 《超人：鋼鐵英雄2》
2016年11月，主演艾美·亞當斯證實製作組正在撰寫劇本。2017年9月，馬修·范恩透露正在與華納接觸，有意簽約執導影片。2018年6月，卡維爾表示已經準備好再次出演超人。2019年3月，范恩表示離開該項目，不再參與製作。2019年7月，克里斯托夫·迈考利表示自己和卡維爾在一年多前就向華納提出了情節與《綠光軍團》有聯繫的續集想法，但他其後認為電影沒有動靜，便轉而進行其他項目。後來，麥可·B·喬丹對這個角色提出了自己的看法，但因繁忙的日程安排而並未準備好投入。2019年11月，《綜藝》雜誌報道稱華納兄弟已就該項目與J·J·亞伯拉罕接觸。12月，卡維爾表示以後的超人電影更加還原漫畫情節。2020年5月，卡維爾表示與華納進入商談階段，有望再次在新電影出演超人，但是這部電影不是《超人：鋼鐵英雄》的續集。《超人：鋼鐵英雄》導演查克·史奈德後來表示，該劇情的計劃包括布萊尼亞克和在《鋼鐵英雄》結束時被放逐到幻影區的氪星人。
2021年2月，報道稱華納正在開發新的超人重啟電影，J·J·亞伯拉罕擔當製片人，塔-納哈希·科茨擔當編劇。編劇科茨稱這部影片將融入DC擴展宇宙。雖然卡維爾仍未確定是否不再出演超人，這部影片中的超人計劃設定為非裔美國人。4月，《好萊塢報導》補充稱當前判定影片是否不會設定於DC擴展宇宙還為時過早。同年11月，卡維爾重申自己有興趣繼續出演超人。2022年，卡維爾在《黑亞當》裡回歸客串超人後，超人的獨立電影再度進入籌備階段，查爾斯·羅文受聘擔任製片人，史蒂芬·奈特撰寫故事摘要，華納也活躍地尋找導演人選。卡維爾在2022年10月證實他將在未來的幾個企劃中繼續飾演超人。然而到了12月，隨著DC擴展宇宙重組，DC工作室的新CEO詹姆斯·岡恩和彼得·沙佛朗決定拍攝更年輕的超人，卡維爾也宣布不再飾演超人。